# Villosa taeniata
Villosa taeniata är en musselart som först beskrevs av Conrad 1834.  Villosa taeniata ingår i släktet Villosa och familjen målarmusslor. IUCN kategoriserar arten globalt som livskraftig. Inga underarter finns listade i Catalogue of Life.